# Biskajský most
Biskajský most (španělsky Puente Colgante) je gondolový most ve Španělsku. Nachází se v ústí řeky Nervión, kde na předměstí Bilbaa spojuje města Portugalete a Las Arenas.

## Historie

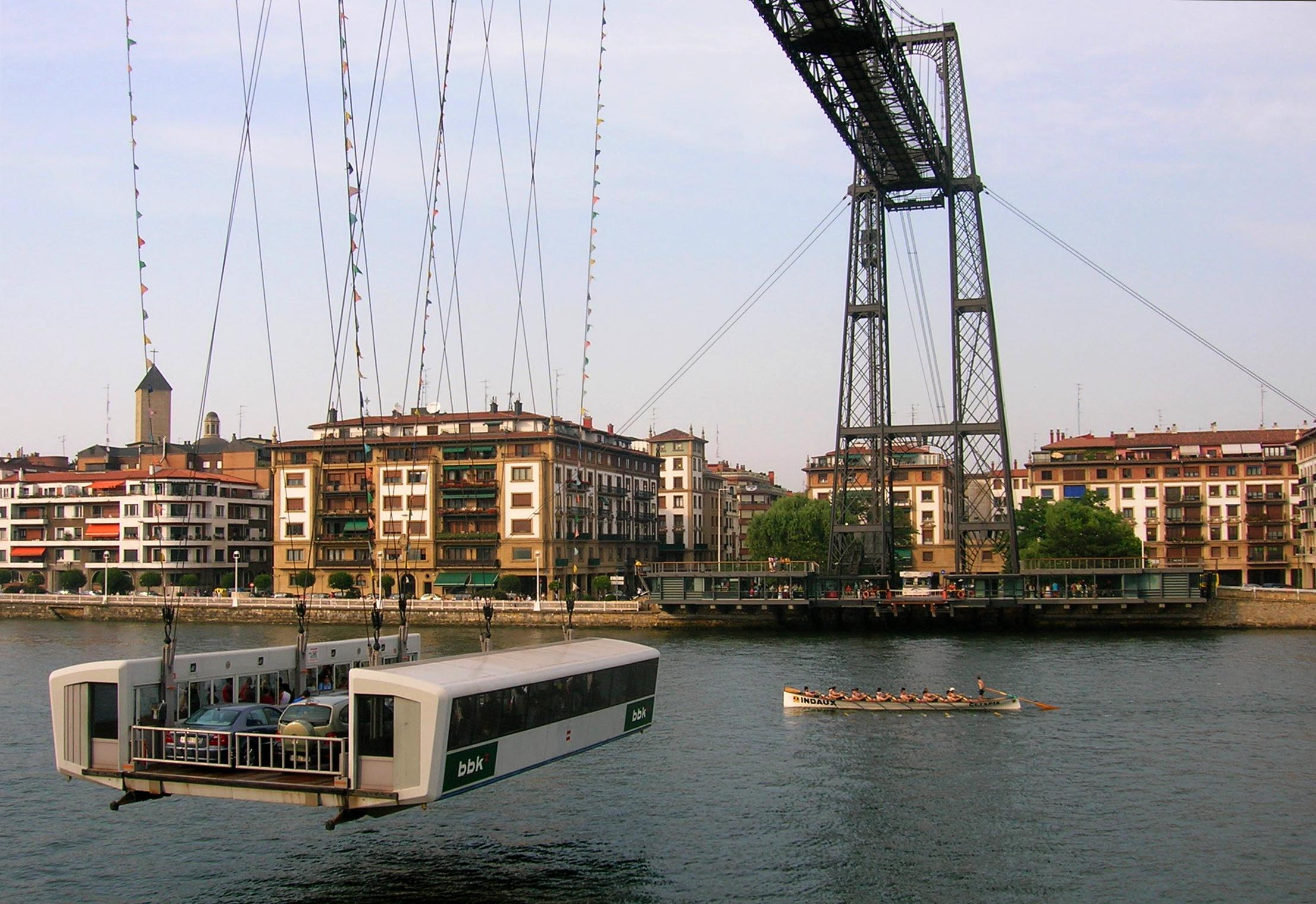
Detail gondoly

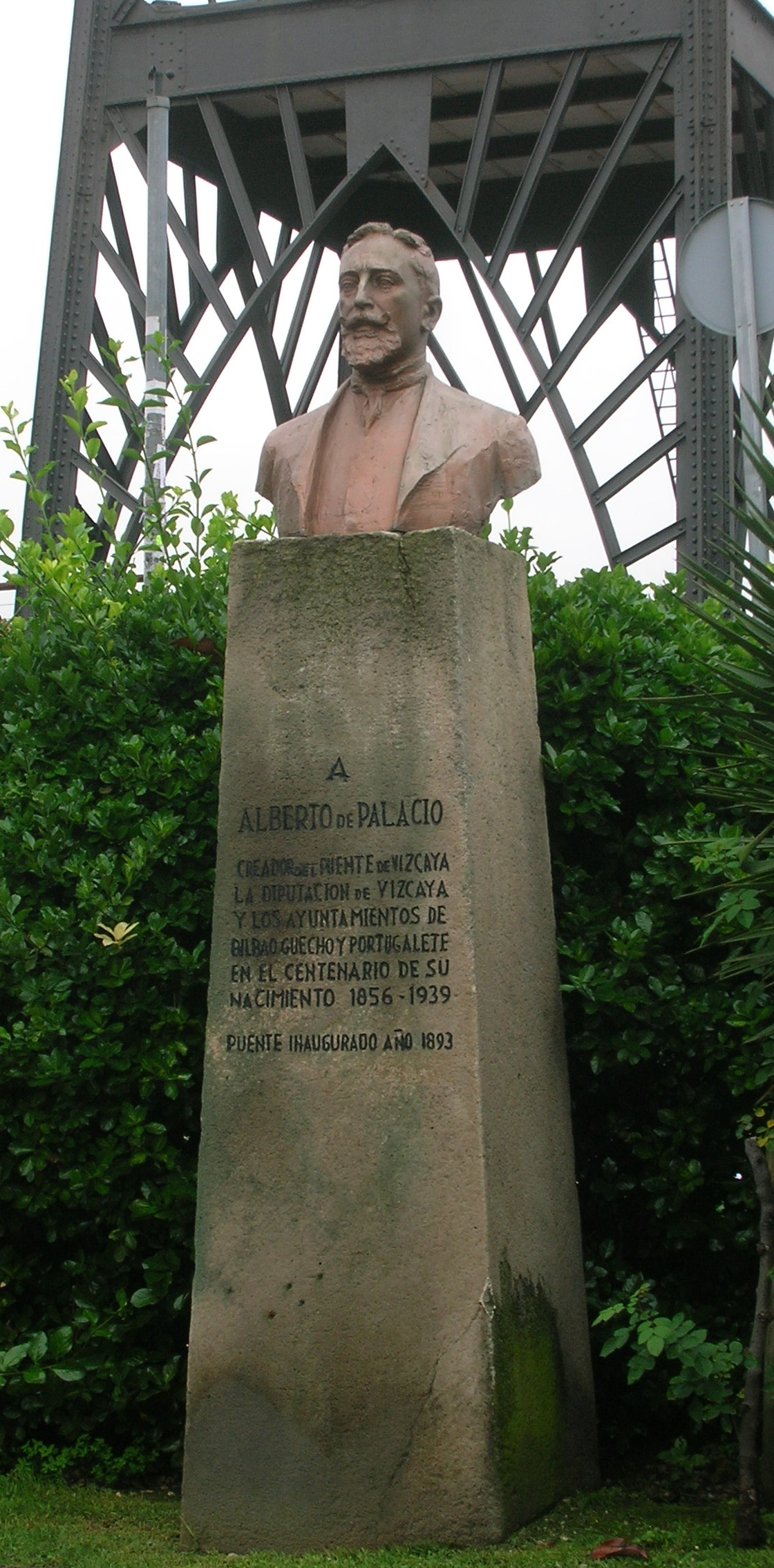
Pomník Alberta Palacia u jeho díla

Tento nejstarší gondolový most na světě byl postaven v roce 1893, jeho konstruktérem byl Alberto Palacio, jeden z žáků Gustava Eiffela. Most umožnil spojení obou břehů, aniž by byl přístav v Bilbau odříznut od spojení s mořem, zároveň ušetřil budování nákladných nájezdových ramp, které by byly potřeba v případě klasického mostu.
Jediné přerušení provozu nastalo během španělské občanské války: 17. června 1937 byla horní část mostu poškozena výbuchem nálože dynamitu, který sem umístila republikánská ženijní jednotka, aby zabránila postupu frankistů přes řeku Nervión. Alberto Palacio, jenž zemřel o dva roky později, tak mohl před svou smrtí sledovat ze svého domu v Portugalete poničení svého mistrovského díla.
Most byl 13. července 2006 zapsán na světový seznam památek UNESCO.

## Provoz
Most je 160 m dlouhý a 45 m vysoký. Nově jsou do jeho pilířů instalovány výtahy, které umožňují návštěvníkům procházku po mostovce s výhledem na přístav a záliv.
Gondola má kapacitu 6 automobilů, 6 motocyklů nebo kol a až 200 pasažérů. Jedna její jízda trvá minutu a půl; během dne je linka, jež je součástí integrovaného dopravního systému města Bilbao, v provozu v intervalu 8 minut, v noci pak přibližně v hodinovém taktu. Denně tak gondola vykoná asi 300 jízd, každý rok pak přepraví asi čtyři miliony pasažérů a půl milionu vozidel.